# Barszcz Mantegazziego

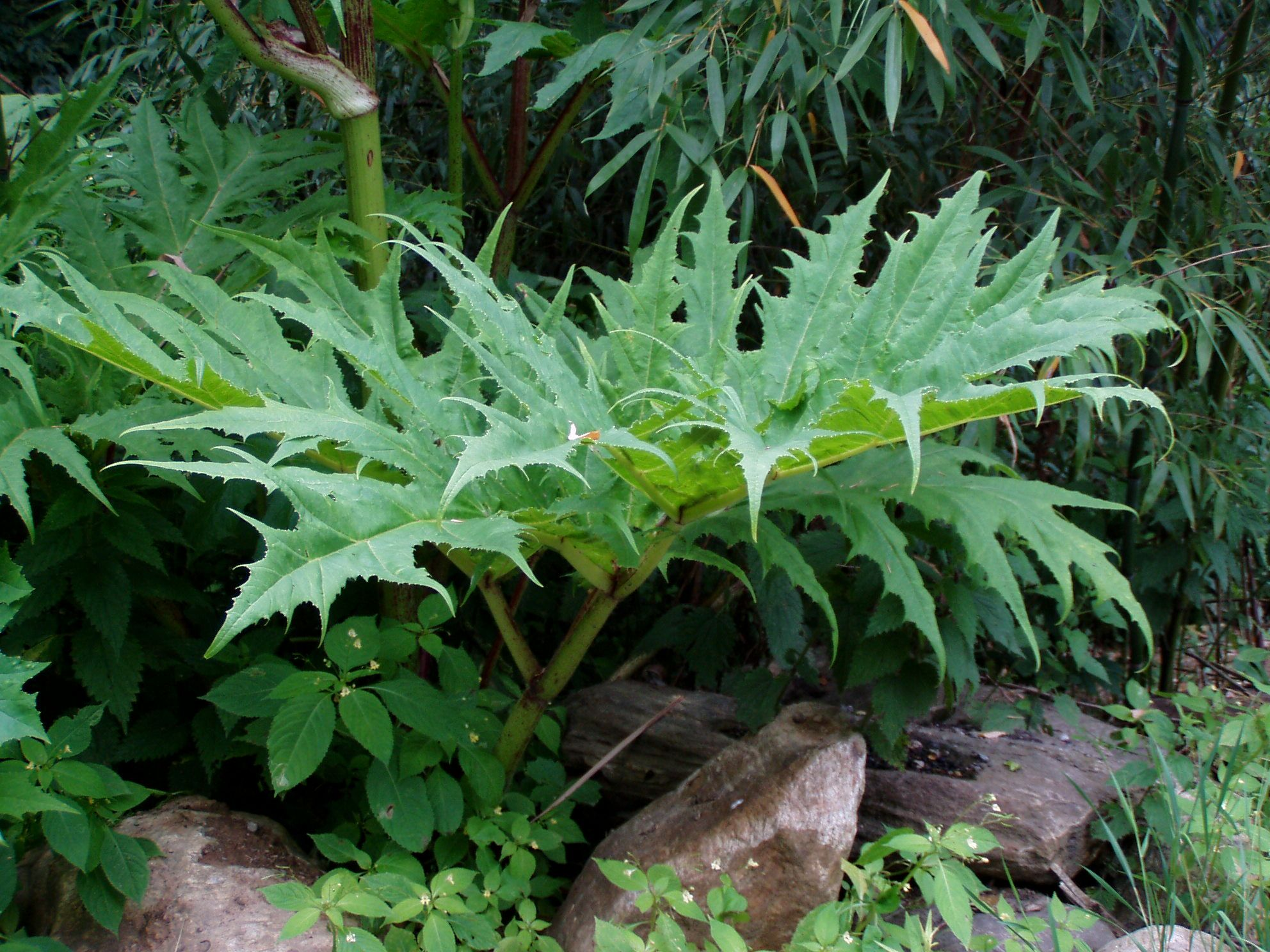
Charakterystyczny kształt liścia – ostro zakończone odcinki odróżniają ten gatunek od podobnego barszczu Sosnowskiego

Barszcz Mantegazziego, barszcz kaukaski, barszcz mantegazyjski (Heracleum mantegazzianum) – gatunek rośliny z rodziny selerowatych (Apiaceae). Pochodzi z regionu Kaukazu. Rozprzestrzeniony został początkowo jako roślina ozdobna w zachodniej części Europy i w Ameryce Północnej, gdzie rozprzestrzenił się jako gatunek inwazyjny. W Polsce po raz pierwszy notowany w drugiej połowie XX w. We florze Polski ma status kenofita. Jest kontrolowany, ale bez powodzenia. Blisko spokrewniony z równie kłopotliwym gatunkiem inwazyjnym, jakim jest barszcz Sosnowskiego.

## Rozmieszczenie geograficzne

### Zasięg naturalny
Naturalny zasięg obejmuje zachodnią część pasma górskiego Wielkiego Kaukazu, gdzie występuje w ziołoroślach od górnej granicy lasu (2200 m n.p.m.) po niziny rozpościerające się na północny zachód i na południowy wschód od pasma górskiego. W północno-zachodniej części zasięgu barszcz rośnie w ziołoroślach towarzyszących lasom łęgowym w dolinie rzeki Kubań i nad jej lewostronnymi dopływami, także na stanowiskach ruderalnych i na odłogach.

### Obszar inwazji
Barszcz Mantegazziego sprowadzony został do Europy Zachodniej co najmniej na początku XIX wieku. Jego obecność w Królewskich Ogrodach Botanicznych w Kew w Londynie odnotowana została w 1817. W 1828 pierwszą zdziczałą populację w Anglii stwierdzono w hrabstwie Cambridgeshire. W XIX wieku gatunek występował już w 14 krajach zachodnio- i północnoeuropejskich. Wszędzie przyczyną jego rozprzestrzeniania było wprowadzanie tego gatunku jako ozdobnego do ogrodów botanicznych oraz do parków i terenów zieleni przy posiadłościach ziemskich. W latach 70. i 80. XX wieku gatunek ten opisywany jest jako rozprzestrzeniający się w prowincji Ontario w Kanadzie oraz w stanie Nowy Jork w USA. Współcześnie jest inwazyjny także w Nowej Szkocji i Quebecu na wschodzie Kanady oraz w Kolumbii Brytyjskiej na zachodzie, a także w stanach Maine, Connecticut, Pensylwania, Michigan i Illinois w północno-wschodnich USA oraz w stanach Waszyngton i Oregon na północnym zachodzie. W Ameryce Północnej jego zasięg pozostaje jednak ograniczony do niewielkich obszarów, jego trend rozprzestrzeniania się oceniany na wysoki i średni. W Stanach Zjednoczonych gatunek wymieniony jest na federalnej liście uciążliwych chwastów, w wielu stanach jest rośliną zakazaną i podlega obowiązkowi zwalczania. Gatunek zawleczony został także do Australii i Nowej Zelandii.
Gatunek ujęty jest na liście inwazyjnych gatunków stwarzających zagrożenie dla Unii Europejskiej.
Na terenie Polski pierwsze doniesienia o tym gatunku odnotowane zostały w latach 70. XX wieku w zachodniej części kraju. Problemem w precyzyjnym określeniu rozprzestrzenienia tego gatunku jest to, że bywa nierozróżniany od podobnego barszczu Sosnowskiego. Uznaje się, że barszcz Mantegazziego jest w Polsce rzadszy, występuje głównie w południowo-zachodniej części kraju, częściej niż barszcz Sosnowskiego spotykany jest w miastach, gdzie sadzony był jako roślina ozdobna. Ponieważ nazwy tych gatunków uznawane były za synonimy, rzeczywisty stan rozprzestrzenienia obu tych gatunków pozostaje niejasny nie tylko w Polsce, ale także w innych krajach, zwłaszcza tam gdzie oba te gatunki współwystępują.

## Morfologia
ŁodygaWysoka nawet do 5 m, gruba do 10 cm, pusta w środku. W górnej części silnie owłosiona, w dolnej mniej lub bardziej luźno owłosiona sztywnymi włoskami, szorstko bruzdowana, pokryta purpurowymi plamami.
LiścieSkrętoległe, trzykrotnie-pierzastodzielne, osiągają do 3 m długości. Złożone są z wąskich i ostrych odcinków, na końcach wyciągniętych.
KwiatyZebrane w baldachy złożone o średnicy do 50 cm, posiadające 50–150 szypuł. Zewnętrzne płatki korony poszczególnych kwiatów są wydłużone, białe i mają długość do 12 mm.
OwocOwalne i płaskie niełupki o średnicy około 1 cm.
Gatunki podobneNależący do tej samej sekcji i blisko spokrewniony barszcz Sosnowskiego ma liście słabiej (choć nie zawsze) podzielone na szersze i krócej zaostrzone lub tępe na końcach odcinki. Jego łodyga na całej długości jest z rzadka owłosiona. Promienie baldachów u barszczu Mantegazziego pokryte są wąskimi, przejrzystymi i błyszczącymi brodawkami, podczas gdy na barszczu Sosnowskiego są krótko owłosione. Poza tym przewody olejkowe na grzbietowej stronie niełupek u barszczu Mantegazziego sięgają do końca owoców, a u barszczu Sosnowskiego tylko do 3/4 ich długości. Wszystkie różnice diagnostyczne są mało wyraźne i nie odróżniają jednoznacznie obu gatunków. Z tej samej rodziny selerowatych rośnie w Europie środkowej rodzimy tu dzięgiel litwor, który także osiąga okazałe rozmiary (do 3 m wysokości). Ten gatunek różni się m.in. kolistymi kwiatostanami (dojrzałe baldachy barszczy są płasko rozpostarte) oraz zupełnie nagą i gładką łodygą.

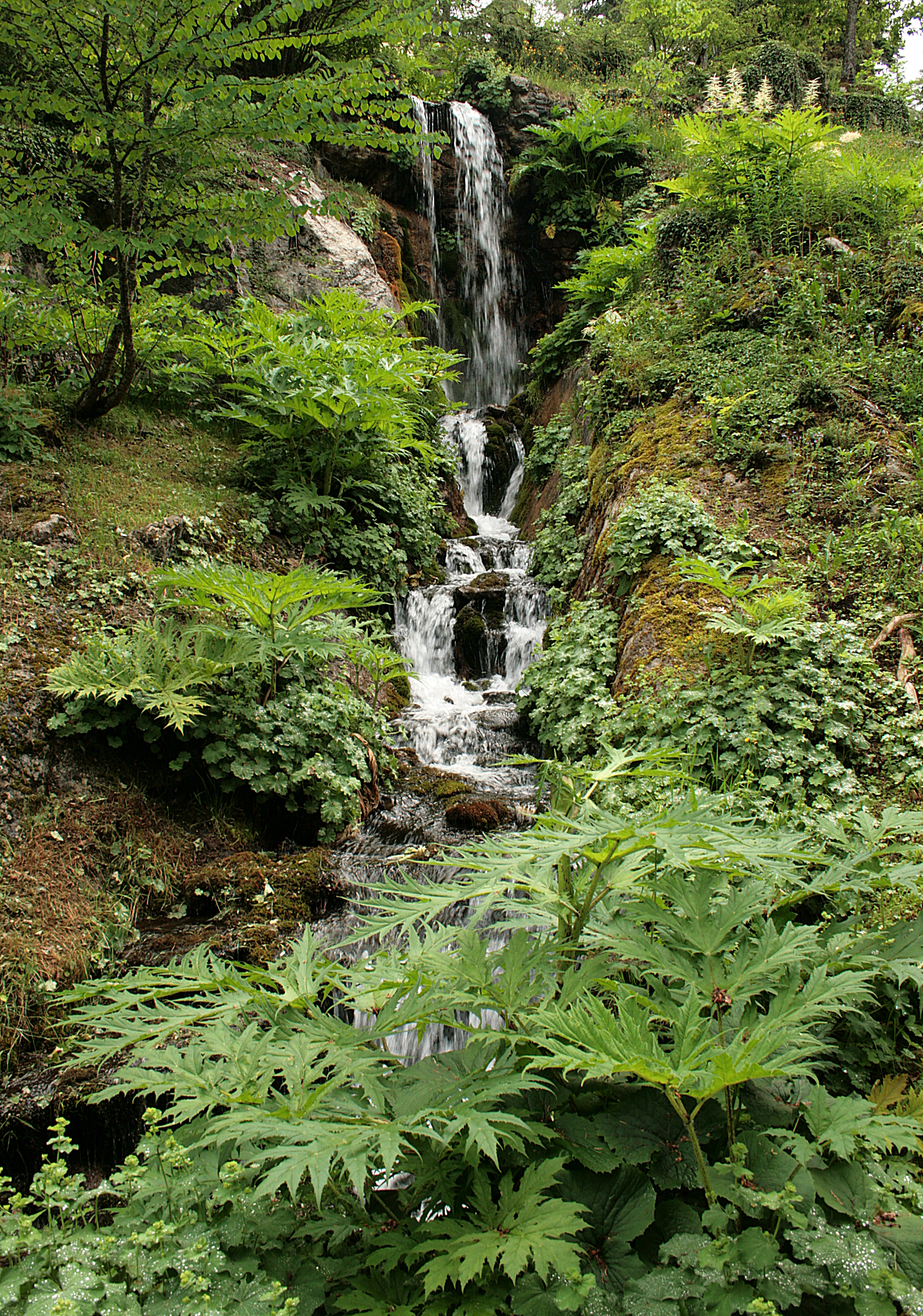
Barszcz Mantegazziego w ogrodzie botanicznym Jaÿsinia w Samoëns (Francja)

## Biologia

### Cechy fitochemiczne
We wszystkich częściach rośliny, w tym we włoskach gruczołowych na łodygach i w liściach oraz w korzeniach, znajduje się olejek eteryczny zawierający m.in. związki kumarynowe (furanokumaryny). Związki te pełnią funkcję obronną – chronią roślinę przed owadami i patogenami. Zawartość furanokumaryn jest zmienna u różnych roślin. Zawartość i skład olejku eterycznego ulega także zmianom w trakcie sezonu wegetacyjnego. Poza wymienionymi związkami w jego skład wchodzą m.in. także: alfa-pinen, beta-pinen, kamfen, mircen, limonen, ocymen.
ToksycznośćZawarte w wodnistym soku oraz w wydzielinie włosków gruczołowych furanokumaryny stanowią zagrożenie dla zdrowia ludzi. Związki te w kontakcie ze skórą i w obecności światła słonecznego, w szczególności ultrafioletu, powodują oparzenia (fotodermatozę) II i III stopnia. Objawy pojawiają się przy naświetleniu promieniowaniem ultrafioletowym już po kilkunastu minutach od kontaktu, przy czym największa wrażliwość i natężenie pojawiania się objawów następuje w ciągu od 30 minut do 2 godzin od kontaktu z rośliną. Ponieważ zanim pojawią się objawy oparzeń mija długi czas, przy nieświadomości ryzyka ofiary oparzeń nierzadko intensywnie i długo mają do czynienia z rośliną (narażone są zwłaszcza dzieci, pracownicy zajmujący się utrzymaniem zieleni, rolnicy). Na siłę reakcji wpływ ma osobista wrażliwość poszczególnych osób, a poza tym zwiększa się ona w wysokiej temperaturze i przy dużej wilgotności powietrza, w tym także w przypadku silnego spocenia się. W ciągu 24 godzin nasilają się objawy w postaci zaczerwienienia skóry (erythema) i pęcherzy z surowiczym płynem (oedema). Stan zapalny utrzymuje się przez około 3 dni. Po tygodniu miejsca podrażnione ciemnieją (następuje hiperpigmentacja) i stan taki może utrzymywać się przez kilka miesięcy. Miejsca podrażnione na skórze zachowują wrażliwość na światło ultrafioletowe nawet przez kilka lat. Dodatkowo odkryto także działanie kancerogenne i teratogenne niektórych furanokumaryn wytwarzanych przez ten gatunek.

## Ekologia
W obszarze naturalnego zasięgu jest gatunkiem występującym w różnych zbiorowiskach ziołoroślowych, wykształcających się na polanach śródleśnych i w innych miejscach otwartych, nasłonecznionych, o wysokiej wilgotności powietrza, na żyznych i próchnicznych glebach. Rośnie w towarzystwie innych wysokich na 2–3 m roślin zielnych, przy czym w zbiorowiskach tych nigdy nie jest gatunkiem dominującym i jego udział rzadko przekracza 25%.

## Systematyka i pochodzenie
Mandenowa w 1950 zaliczyła barszcz Mantegazziego wraz z dziesięcioma innymi gatunkami do sekcji Pubescentia w obrębie rodzaju Heracleum (później powiększoną przez innych badaczy o dwa kolejne gatunki), która została w badaniach molekularnych potwierdzona jako grupa monofiletyczna (wszystkie taksony pochodzą od wspólnego przodka). Zdaje się to potwierdzać hipotezę o autochtonicznym pochodzeniu gatunku, który zróżnicować się miał w rejonie Kaukazu w trzeciorzędzie. Według alternatywnej koncepcji gatunek miałby być reliktem europejskiej flory trzeciorzędowej, który skolonizował rejon Kaukazu podczas plejstocenu i tam się zachował.

## Historia uprawy
W kontekście wczesnej (początek XIX wieku) obecności w uprawie w Europie zachodniej, zaskakująca jest data odkrycia gatunku w naturze – 1890 rok. Ponieważ zachodnia część Kaukazu pozostawała dla badaczy w XIX wieku długi czas niedostępna z powodu konfliktów zbrojnych, uważa się, że okazałe barszcze pozyskiwane w rejonie Kaukazu reprezentują raczej barszcz Sosnowskiego. Rośliny spotykane w kolekcjach i parkach nazywano Sphondylium pubescens Hoffm. (Hoffmann, 1814), Heracleum giganteum Spr., a później Heracleum pubescens (Hoffm.) M. Bieb. (Marschall von Bieberstein, 1819). W każdym razie pierwszy botaniczny opis gatunku opublikowali Stefano Sommier i Emile Levier w 1895.

## Zwalczanie
Jako agresywna roślina inwazyjna, barszcz Mantegazziego jest zwalczany w Polsce i innych krajach, w których jest gatunkiem obcym. Metody zwalczania i zasady bezpieczeństwa są analogiczne, jak w przypadku barszczu Sosnowskiego. W Niemczech na walkę z barszczem Mantegazziego oraz usuwanie skutków związanych ze złym wpływem na zdrowie człowieka wydaje się rocznie od 6 do 21 milionów €.

## Obecność w kulturze
Barszczowi Mantegazziego poświęcony jest utwór zespołu Genesis pt. The Return of the Giant Hogweed, zamieszczony na albumie Nursery Cryme z 1971 roku.